# 南颜县
南颜县（越南语：／）是越南莱州省下辖的一个县。

## 地理
南颜县北接中国云南省，南接奠边省芒莱市社、孟查县和南坡县，东接生胡县，西接芒齐县。

## 历史
2012年11月2日，以芒齐县花奔社、芒模社、南茶社、南杭社、南明社和南颜市镇1市镇5社和生胡县黎利社、南班社、南悲社、葡萄社和中寨社5社析置南颜县，下辖1市镇10社。

## 行政区划
南颜县下辖1市镇10社，县莅南颜市镇。
- 南颜市镇（Thị trấn Nậm Nhùn）
- 呼稟社（Xã Hua Bum）
- 黎利社（Xã Lê Lợi）
- 芒模社（Xã Mường Mô）
- 南班社（Xã Nậm Ban）
- 南茶社（Xã Nậm Chà）
- 南杭社（Xã Nậm Hàng）
- 南明社（Xã Nậm Manh）
- 南悲社（Xã Nậm Pì）
- 葡萄社（Xã Pú Đao）
- 中寨社（Xã Trung Chải）